# Вайті
«Вайті» (англ. Whity) — німецький художній фільм режисера Райнера Вернера Фассбіндера, центральним персонажем у якому виступає чорношкірий слуга родини Ніколсонів, що мешкала у південно-західній частині США, на ім'я Вайті.

## Сюжет
Дія фільму відбувається у новозавойованій західній частині США у 1878. Чорношкірий юнак Вайті живе у родини Ніколсонів та служить їй. Голова сім'ї, похмурий «скоробагатько» Бенджамін Ніколсон, має привабливу молоду дружину Кетрін і двох синів від попереднього шлюбу: гомосексуала Френка, схильного до трансвестизму, та розумово відсталого Дейві. Вайті виконує всі розпорядження членів родини, навіть принижуючись при цьому, до тих пір, поки кожен з них не починає давати йому вказівок вбити іншого члена.

## Нагороди
У 1971 кінострічка отримала вищу нагороду Німеччини у галузі кінематографу — «Deutscher Filmpreis» (англ. «German Film Awards»), присуджену за найкращу головну жіночу роль (Ханна Шигулла) та найкращу художню постановку (Курт Рааб). У цьому ж році фільм було номіновано на премію Берлінського міжнародного кінофестивалю «Золотий Ведмідь» (англ. «Golden Berlin Bear»), однак він її так і не отримав.

## Ролі виконують
- Гюнтер Кауфман — Вайті
- Рон Рендел — Бенджамін Ніколсон
- Ханна Шигулла — Ханна
- Катрін Шааке — Кетрін Ніколсон
- Гаррі Баер — Дейві Ніколсон
- Уллі Ломмель — Френк Ніколсон
- Томас Мартін Бланко — псевдо-лікар з Мексики
- Стефано Капріаті — суддя
- Елейн Бейкер — мати Вайті
- Марк Селведж — шериф
- Хельга Бальхаус — дружина судді
- Райнер Вернер Фассбіндер — відвідувач бару
- Курт Рааб — піаніст